# سیوکاس پیک
سیوکاس پیک (به لاتین: Ciucaș Peak) یک کوه در رومانی است. سیوکاس پیک ۱٬۹۵۴ متر بالاتر از سطح دریا واقع شده‌است.